# Sandfell (berg i Island, Västfjordarna, lat 65,85, long -21,37)
Sandfell är ett berg i republiken Island. Det ligger i regionen Västfjordarna, 190 km norr om huvudstaden Reykjavík. Toppen på Sandfell är 686 meter över havet, eller 145 meter över den omgivande terrängen. Bredden vid basen är 7,3 km.
Trakten runt Sandfell är nära nog obefolkad, med mindre än två invånare per kvadratkilometer. Det finns inga samhällen i närheten. Trakten runt Sandfell består i huvudsak av gräsmarker.